# Barepat
Barepat – wieś w Armenii, w prowincji Gegharkunik. W 2011 roku liczyła 68 mieszkańców.